# Saint-Casimir
Saint-Casimir es un municipio canadiense situado en la provincia de Quebec.

## Superficie
Saint-Casimir tiene una superficie de 66,5 km².

## Demografía
En 2021, tenía 1449 habitantes, una densidad poblacional de 21,8 hab./km², y 755 viviendas.